# Hans van den Boom (presentator)
Hans van den Boom (Oss, 1956), is een voormalig Nederlands radio- en televisiepresentator.
Van den Boom studeerde aan de School voor Journalistiek in Utrecht. Na een stage bij STAD Radio Amsterdam kwam hij in 1978 bij deze omroep te werken als presentator, verslaggever en redacteur. Hij bleef hier tot 1989. In de weekenden maakte hij programma's over klassieke muziek. De AVRO nodigde hem daarom in 1990 uit om in Hilversum te komen werken voor het klassieke muziekstation Radio 4. Sindsdien presenteerde hij al zeer veel verschillende programma's voor deze radiozender. Van 1994 tot eind 2023 presenteerde hij wekelijks op zondag het programma Spiegelzaal met aansluitend (tot 1 september 2024) het Zondagochtendconcert vanuit het Koninklijk Concertgebouw. Ook presenteerde hij jarenlang op werkdagen het lunchprogramma Licht op Vier, met daarin het terugkerende item Nootschieten, waarin luisteraars, aan de hand van een kort fragment, een muziekstuk moesten raden.
Op televisie presenteerde hij onder andere het Prinsengrachtconcert en concerten van het Koninklijk Concertgebouworkest.
in 2020 maakte hij voor NPO Radio 4 de 7-delige podcastserie Gustav Mahler... Aangenaam!, over het hele leven van componist Gustav Mahler.
In augustus 2024 ging hij voor wat betreft zijn radio-werk met pensioen.